# Comuna Nămoloasa, Galați
Nămoloasa este o comună în județul Galați, la limita între regiunile istorice Moldova și Muntenia, România, formată din satele Crângeni, Nămoloasa (reședința) și Nămoloasa-Sat. Se află în Câmpia Siretului Inferior[*]; lângă Siret; și la o altitudine de 12 m deasupra nivelului mării. Are o suprafață de 69,67 km². Populația este de 1.773 locuitori, determinată în 1 decembrie 2021, prin recensământ, chestionar.

## Așezare
Comuna se află în sud-vestul județului, la limita cu județele Brăila și Vrancea, pe malul drept al Siretului, în Câmpia Siretului Inferior. Este deservită de șoseaua județeană DJ204N, care o leagă spre vest în județul Vrancea de Nănești (unde se termină în DN23).

## Istorie
Târgul Nămoloasa a fost înființat în 1818 de logofătul Costache Conachi în baza hrisovului domnitorului Moldovei, Mihail Suțu. La sfârșitul secolului al XIX-lea, pe teritoriul actual al comunei funcționau, în plasa Biliești a județului Putna, comunele Nămoloasa și Târgul Nămoloasa, fiecare formată doar din localitatea de reședință. Nămoloasa avea 1481 de locuitori ce trăiau în 318 case; în comună exista o biserică. Populația Târgului Nămoloasa era de 883 de locuitori ce trăiau în 232 de case. Erau și aici două biserici, precum și două școli: una de băieți, cu 77 de elevi, și una de fete, cu 43 de eleve. Comuna era un punct important pe linia de apărare Galați-Nămoloasa-Focșani. Anuarul Socec din 1925 consemnează comuna ca fiind unificată, în cadrul aceleiași plăși, având 3217 locuitori în satele Blihani, Cruceru, Costieni, Nămoloasa și Târgu Nămoloasa.
Până în 1950, comuna era din nou divizată în Nămoloasa-Sat și Nămoloasa-Târg. În acel an, comunele au fost transferate raionului Măicănești din regiunea Putna; apoi (după 1952), raionului Liești din regiunea Galați și, în sfârșit, (după 1960) raionului Galați din aceeași regiune. În 1968, ele au trecut la județul Galați; tot atunci, ele au fost comasate într-una singură, satul Blihani, depopulat, a fost desființat oficial; satul Cruceru a fost comasat cu Nămoloasa-Sat, iar satele Gârleasca și Costieni au fost comasate cu Nămoloasa-Târg, care a luat numele de Nămoloasa.

## Demografie
Componența etnică a comunei Nămoloasa
     Români (94,47%)
     Alte etnii (0%)
     Necunoscută (5,53%)
Componența confesională a comunei Nămoloasa
     Ortodocși (90,24%)
     Penticostali (3,95%)
     Alte religii (0,11%)
     Necunoscută (5,7%)
Conform recensământului efectuat în 2021, populația comunei Nămoloasa se ridică la 1.773 de locuitori, în scădere față de recensământul anterior din 2011, când fuseseră înregistrați 2.180 de locuitori. Majoritatea locuitorilor sunt români (94,47%), iar pentru 5,53% nu se cunoaște apartenența etnică. Din punct de vedere confesional, majoritatea locuitorilor sunt ortodocși (90,24%), cu o minoritate de penticostali (3,95%), iar pentru 5,7% nu se cunoaște apartenența confesională.

## Politică și administrație
Comuna Nămoloasa este administrată de un primar și un consiliu local compus din 11 consilieri. Primarul, Adrian Răsmeriță[*], de la Partidul Social Democrat, este în funcție din 2008. Începând cu alegerile locale din 2024, consiliul local are următoarea componență pe partide politice:
|  | Partid                    | Consilieri | Componența Consiliului | Componența Consiliului | Componența Consiliului | Componența Consiliului | Componența Consiliului | Componența Consiliului | Componența Consiliului | Componența Consiliului | Componența Consiliului | Componența Consiliului |
|  | ------------------------- | ---------- | ---------------------- | ---------------------- | ---------------------- | ---------------------- | ---------------------- | ---------------------- | ---------------------- | ---------------------- | ---------------------- | ---------------------- |
|  | Partidul Social Democrat  | 10         |                        |                        |                        |                        |                        |                        |                        |                        |                        |                        |
|  | Partidul Național Liberal | 1          |                        |                        |                        |                        |                        |                        |                        |                        |                        |                        |

## Economie
După Revoluția din 1989, au existat tentative de dezvoltare a comunei: o fermă de porci finanțată de investitori danezi, și o linie de producție a unei fabrici de confecție ce funcționa la Măxineni. Fiecare însă a fost anulat, din cauza căilor de acces slabe și a pericolului de inundații.